# 宁波航空
宁波航空是一家由宁波东海兴业投资有限责任公司全资拥有、并由海南航空参与共同组建的航空公司，于2016年3月25日注册成立，注册资金10亿人民币。宁波航空目前正处于等待中国民航局筹建批复阶段。按照计划，宁波航空未来将以宁波栎社国际机场为主基地，预计5年后机队规模达16至20架。